# Кибуш ха-авода
Кибуш ха-авода (Киббуш ха-авода, ивр. כיבוש העבודה‎ — «завоевание труда») — девиз, платформа и идеология сионистского движения во время второй и третьей алии.
Принцип Кибуш ха-авода заключался в создании «нового еврея», занятого производительным трудом и сельском хозяйством. Одним из первых этот принцип сформулировал Гордон. Кроме того, принцип подразумевал предпочтение еврейских рабочих арабам, с целью создания рабочих мест среди новых репатриантов.
Целью было создание многоотраслевого народного хозяйства, предполагающего духовную, психологическую и профессиональную подготовку евреев к сложной и многосторонней деятельности в таком хозяйстве. Принцип киббуш ха-авода был связан с идеалом халуцианства — стремлением поселиться в стране Израиля в качестве пионеров, готовых к любой работе, которую может потребовать задача строительства нового общества. Алия в начале века выражала не только стремление к воплощению в жизнь идей социалистического сионизма, но и отрицание бесплодного теоретизирования тех, кто предпочитал оставаться в Галуте.
В начале 1930-х годов Кибуш ха-авода имел определённый успех. К 1936 году только 14,6 % рабочих в еврейском секторе были арабами, и 35 % в сельском хозяйстве.